# Deutsche Waffenstillstandskommission 1918

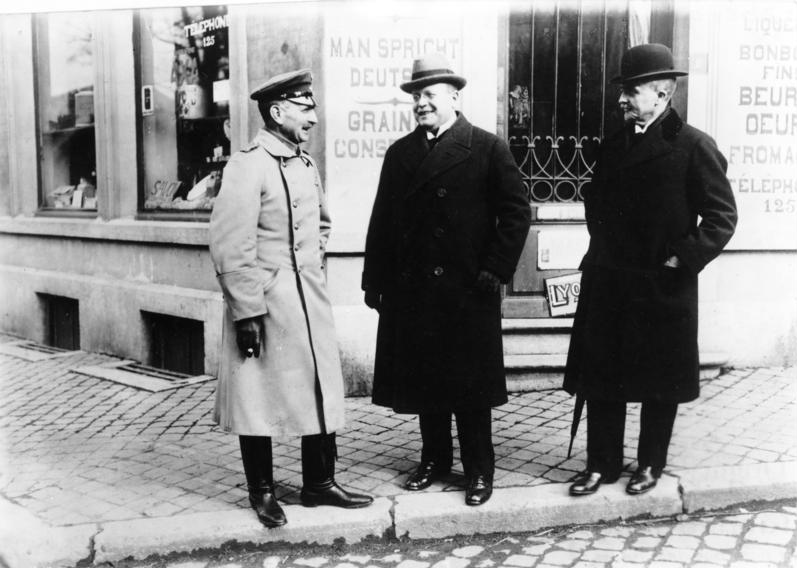
General Hans von Hammerstein-Gesmold, Matthias Erzberger, Freiherr Ernst von Langwerth-Simmern: die Waffenstillstandskommission in Spa 1919, Quelle: Bundesarchiv

Die Deutsche Waffenstillstandskommission von 1918 wurde Ende des Ersten Weltkrieges zusammengestellt und sollte die deutschen Interessen in den Waffenstillstandsverhandlungen mit der Entente vertreten. Die Kommission erhielt die Vollmacht für die Unterzeichnung des Vertrages, die am 11. November 1918 in einem Eisenbahnwaggon auf der Lichtung von Compiègne unweit von Compiègne stattfand.

## Vorgeschichte
Seit dem 6. April 1917 – dem Kriegseintritt der USA auf Seiten der Entente – sahen sich die Mittelmächte einer wirtschaftlich und militärisch gesehen ungleich stärkeren Gegnerkoalition gegenüber. Nach dem Ausscheiden Russlands versuchte die deutsche Oberste Heeresleitung im Frühjahr 1918 mit einer groß angelegten Offensive, im an der Westfront im Stellungskrieg verharrenden Konflikt eine Entscheidung herbeizuführen. Nach dem Scheitern der Offensive ging die Initiative jedoch endgültig an die Alliierten über, die am 8. August die sogenannte Hunderttageoffensive begannen, während sich die deutschen Truppen stetig zurückziehen mussten.
Am 29. September 1918 forderte die OHL – geführt von Paul von Hindenburg – die Reichsregierung auf, Waffenstillstandsverhandlungen aufzunehmen. Als Basis diente das 14-Punkte-Programm von US-Präsident Woodrow Wilson, in dem er für die Völkerverständigung plädierte. Es schien das Potential einer für alle Parteien mehr oder weniger günstigen Verhandlungssituation zu bieten. Dieses Programm im Hinterkopf und mit dem Wissen, dass Frankreich nichts unversucht lassen würde, um seine Interessen auf ihre Kosten durchzusetzen, veranlasste die deutsche Seite dazu, besonders die USA in sämtliche Friedensüberlegungen mit einzubinden. Im Zuge der Oktoberreform, die aus dem Kaiserreich eine parlamentarische Monarchie formte, erlangte die neue Regierung unter Max von Baden eine ordentliche parlamentarische Mehrheit. Die Novemberrevolution und die damit verbundene Ausrufung der Republik am 9. November durch Philipp Scheidemann ließen die Waffenstillstandsverhandlungen in einer politisch rasanten Zeit stattfinden.

## Der Weg nach Versailles

### Die Delegierten

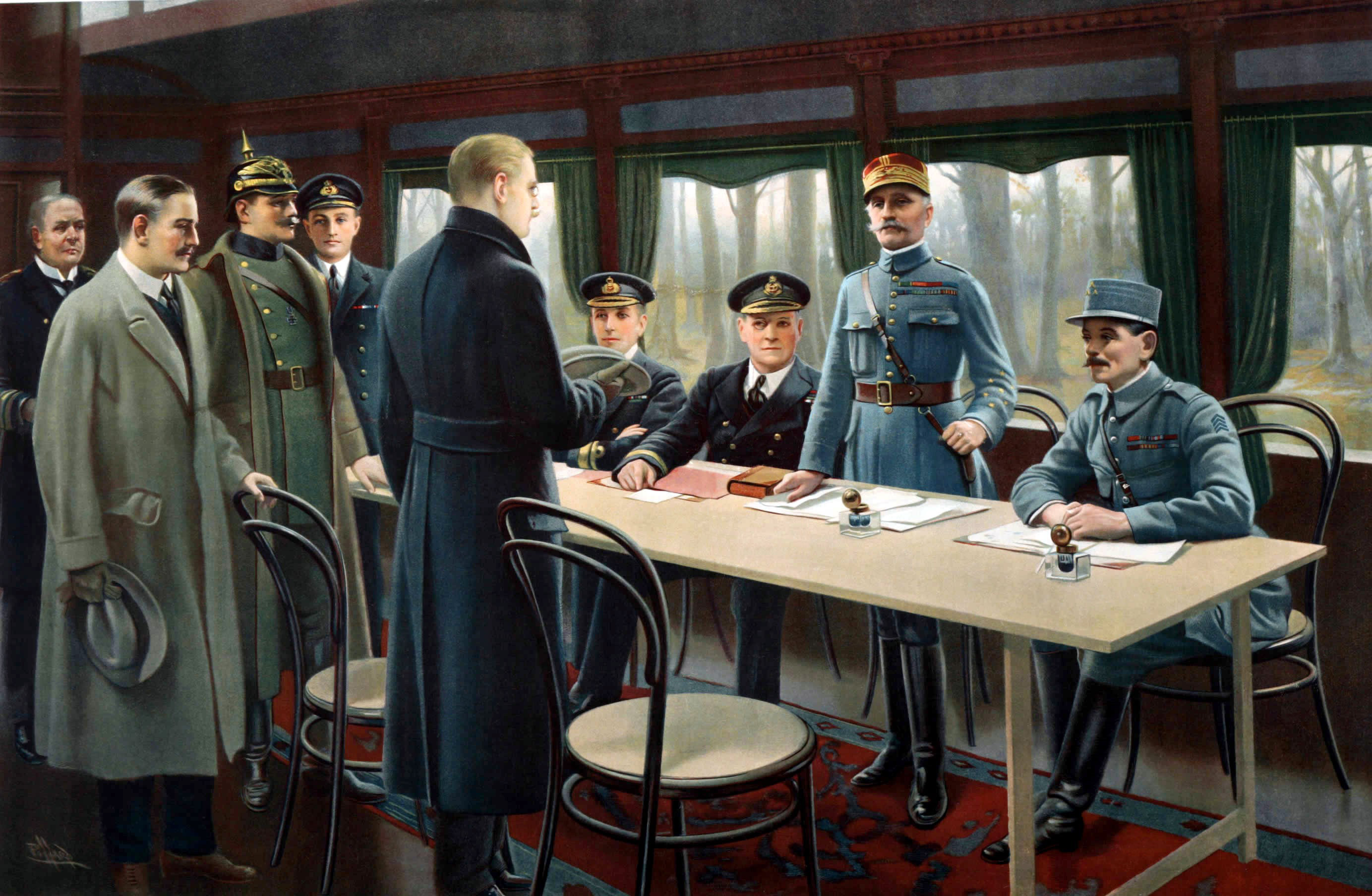
Verabschiedung der Kommission nach der Unterzeichnung des Waffenstillstands im Salonwagen des Marschall Foch (hinter dem Tisch stehend)

Anfang November wurde die Delegation aufgestellt. Der Vorschlag der Obersten Heeresleitung, einen militärischen Vertreter zum Verhandlungsleiter zu ernennen, wurde von der Reichsregierung abgelehnt. Sie setzte stattdessen den Staatssekretär Matthias Erzberger als Vorsitzenden der Kommission ein. Dieser musste den dafür vorgesehenen Conrad Haußmann ersetzen, der allerdings darum bemüht war, die Revolution in Kiel friedlich zu halten. Den Regierenden war es wichtig, mit einem Parlamentarier an der Spitze der Waffenstillstandskommission den Alliierten das politisch erneuerte Deutschland zu demonstrieren. Weitere führende Mitglieder waren der Leiter für Heeresangelegenheiten General Detlof von Winterfeldt, der Kapitän zur See Ernst Vanselow und der Vertreter des Auswärtigen Amtes Alfred von Oberndorff.
Nach Darstellung von Erzberger selbst war noch bis 7. November 1918 General Erich von Gündell als Erster Bevollmächtigter der Waffenstillstandskommission vorgesehen. Gündell wurde aber von Mitarbeitern des Auswärtigen Amtes in Spa als ungeeignet eingestuft, so dass in Abstimmung mit der Reichsregierung kurzfristig Erzberger zum Leiter bestimmt wurde. Gündell nahm daraufhin an den Verhandlungen überhaupt nicht mehr teil, er wurde von Winterfeldt ersetzt.
Der am 15. November zum „politischen Dirigenten der Waffensillstandskomission“ ernannte Franz von Stockhammern war nicht Teil der Delegation.
Auf alliierter Seite unterschrieben der französische Marschall und Oberbefehlshaber der alliierten Armeen Ferdinand Foch, der am 11. November den Oberbefehl über die „Verkehrswege im besetzten Gebiet, einschließlich des Rheinstromes“ erhielt, und der britische Admiral und Erste Seelord Rosslyn Wemyss.
Die deutsche Delegation wurde erst mit dem Auto und später mit dem Zug in den Wald von Compiègne gefahren. Dort fanden sie zwei Gruppen von Eisenbahnwaggons vor, die als Übernachtungs- und Verhandlungsmöglichkeiten dienten. Innerhalb eines Waggons begannen die Verhandlungen, die dieser Bezeichnung allerdings kaum gerecht wurden. Die deutsche Seite durfte lediglich schriftliche Erklärungen einreichen und sich die Gegenstände mündlich detailliert verdeutlichen lassen. Die eingangs erweckten Hoffnungen auf erträgliche Waffenstillstandsbedingungen wurden letztendlich bei Weitem nicht erfüllt. Als die Delegierten vom Ausbruch der Revolution in der Heimat erfuhren, wusste Erzberger nicht, ob der neue Reichskanzler Friedrich Ebert die entsandten Vertreter austauschen wollen würde. Dieser nahm keine Personalmodifikation vor und Erzberger konnte wenigstens eine Verkleinerung der entmilitarisierten Zone im Rheinland und dessen deutsche Verwaltung erwirken.

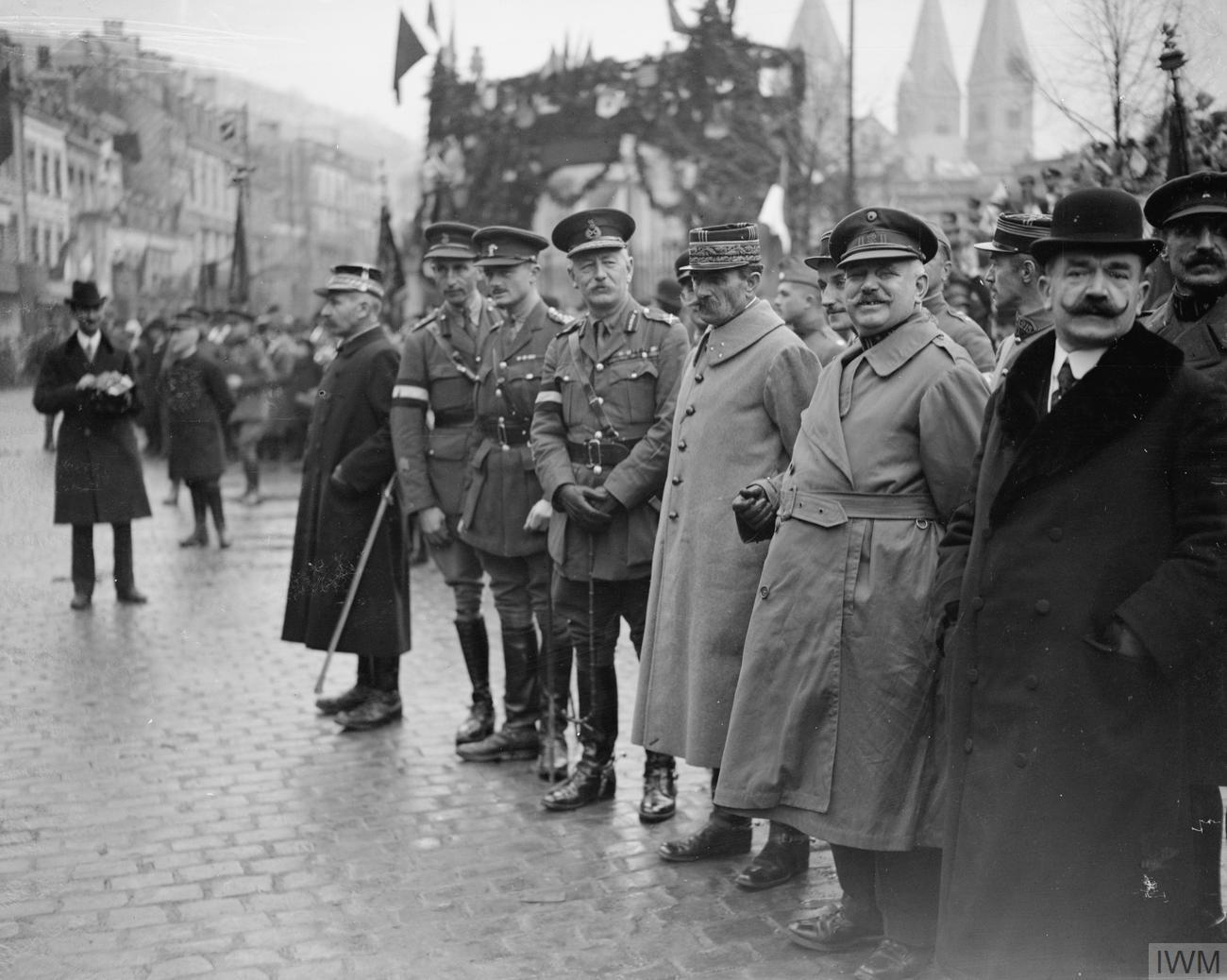
Leiter der alliierten Waffenstillstandskommission am 29. November 1918 in Spa

Im Artikel 34 des Waffenstillstandes wurde Spa als Hauptsitz der „ständigen Internationalen Waffenstillstandskommission“ gewählt. Vorsitzender der Internationalen Waffenstillstandskommission wurde der französische Divisionsgeneral Nudant. Auf britischer Seite kam hinzu: Lieutenant General Richard Haking; auf amerikanischer Seite General Charles Dudley Rhodes, der später durch General Malvern Hill Barnum ersetzt wurde, und von belgischer Seite wurde General Delobbe entsandt.

Die Internationale Waffenstillstandskommission begann ihre Verhandlungen am 17. November 1918. General Freiherr von Hammerstein – der am 1. Februar 1919 den Sitz des General Winterfeldt übernahm, der zuvor aus Gewissensgründen (die Bedingungen für einen Frieden, die von deutscher Seite erfüllt werden mussten, erschienen ihm als anmaßend) zurücktrat – berichtete im März Folgendes: 

„Während die deutschen Mitglieder der Kommission in Spa sogleich zur Stelle waren, ließen diejenigen der Alliierten zunächst auf sich warten. Erst am 17. November fand die erste ordentliche Sitzung statt. Seitdem haben, mit wenigen Ausnahmen, an allen Tagen Sitzungen stattgefunden, sowohl Vollsitzungen als auch Sitzungen der Unterkommissionen.“

 Die OHL wurde nach dem Abschluss des Waffenstillstandes von Spa weg verlegt, bis auf einen Vertreter, der in Spa blieb.

### Verhandlungsgegenstände und Unterkommissionen

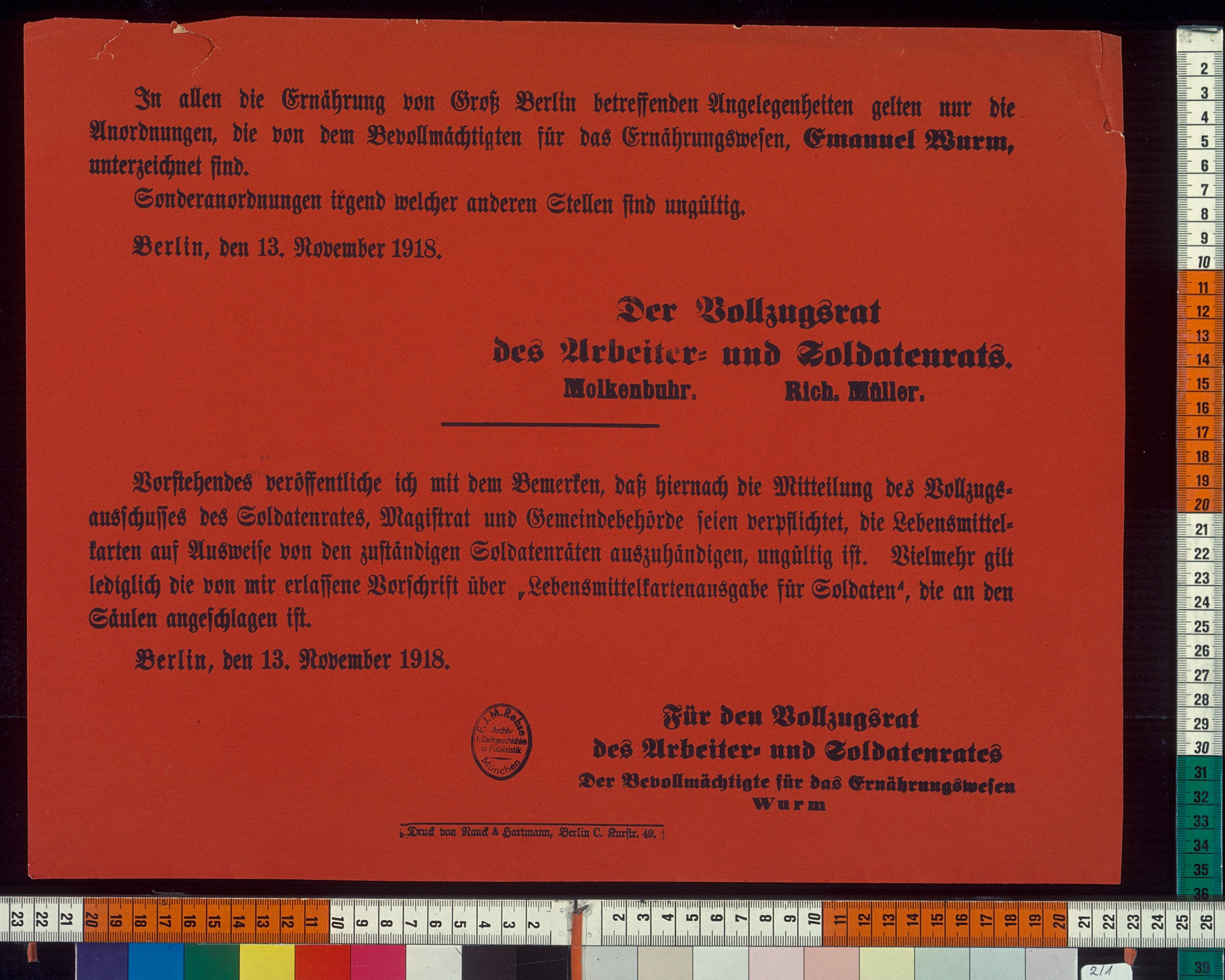
Lebensmittellage vermittelndes Plakat des Vollzugsrats des Arbeiter- und Soldatenrates Groß-Berlin, November 1918

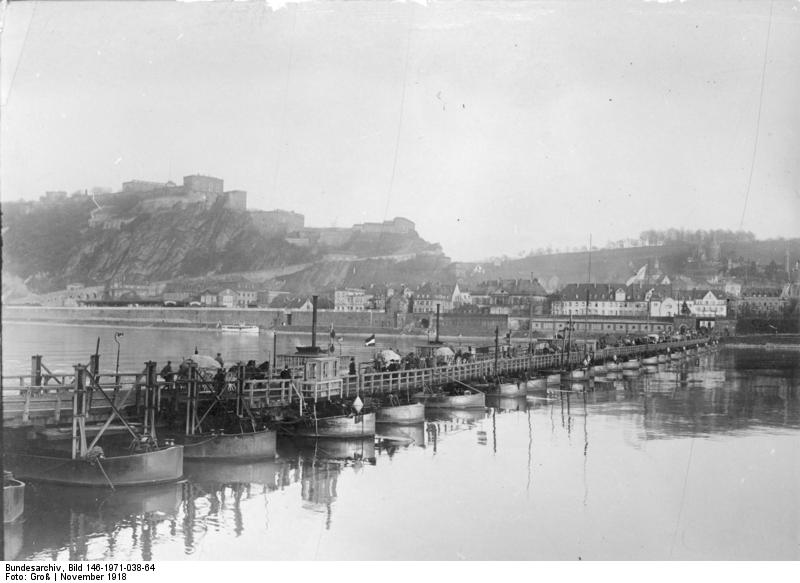
Heimkehr deutscher Truppen, Koblenz, Quelle: Bundesarchiv

Britische Truppen überqueren nach Abzug der deutschen Truppen den Rhein. Der Beginn der Rheinlandbesetzung

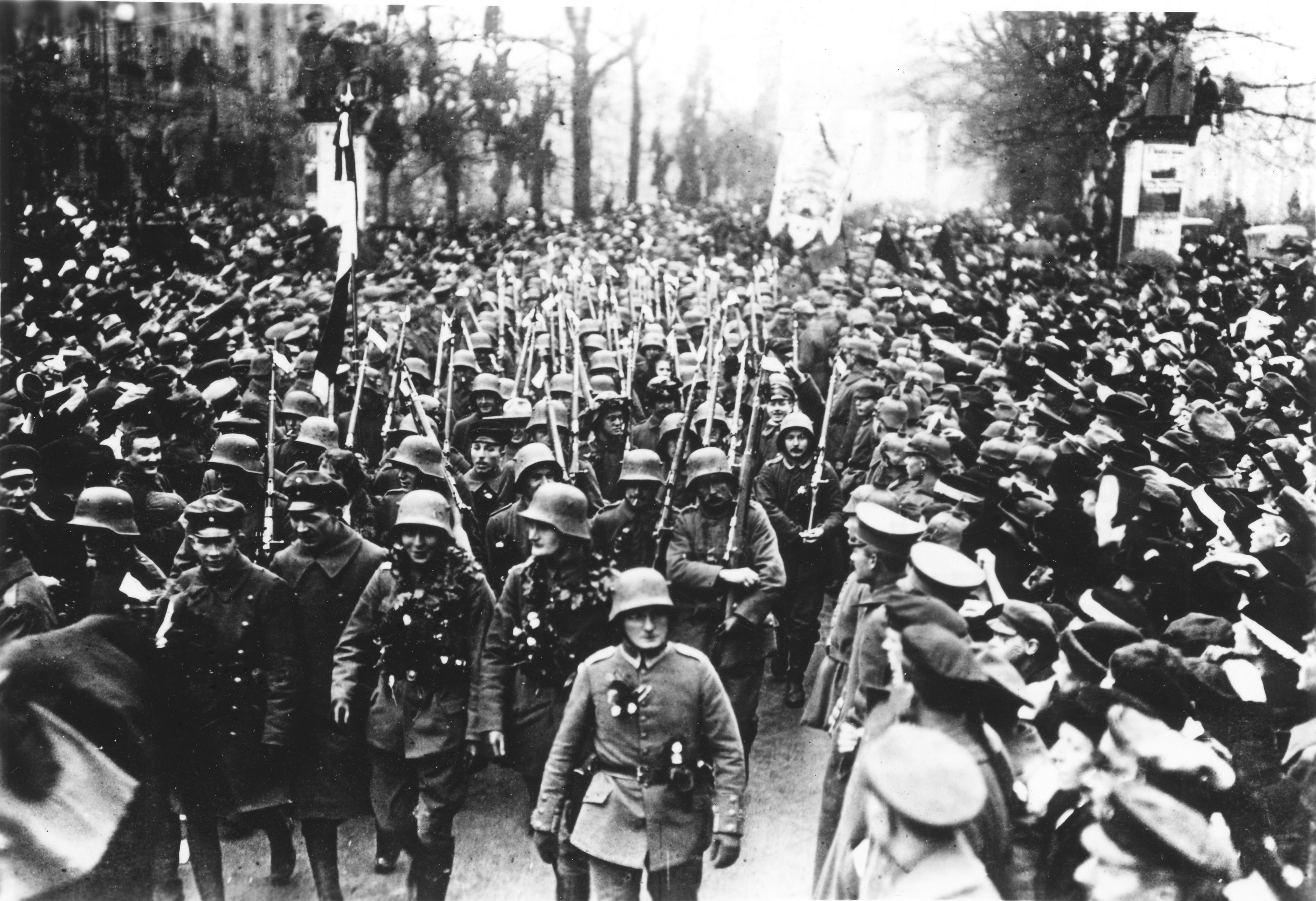
Rückkehr deutscher Fronttruppen nach Berlin, Anfang Dezember, Quelle: Bundesarchiv

Bereits allgemeine Folgebestimmungen eines Waffenstillstandes nach einem militärischen Konflikt bereiteten beiden Parteien Sorge. Die Waffenstillstandskommission fasste zusammen: 

„Die Räumung der besetzten feindlichen [alliierten] und deutschen Gebiete gemäß Artikel II des Waffenstillstandsvertrages brachte die ersten Schwierigkeiten in der Ausführung des Vertrages.“

Die von der deutschen Seite als zu kurz empfundenen Räumungsfristen aus französischen und belgischen Gebieten gehörten zum ersten größeren Verhandlungsschwerpunkt. Ihre Versuche, den Ablauf der Fristen nach hinten zu verschieben, blieben aber ohne größere Erfolge. Das deutsche Militär sollte innerhalb von 15 Tagen nach Abschluss des Vertrages in Compiègne aus Elsaß-Lothringen und aus der Rheinprovinz in neun Tagen abgezogen werden. Alliierte Truppen ließen Teilgebiete, in denen das deutsche Heer noch in Richtung Osten marschierte, unbesetzt. Teilweise ist es aber auch zu Ausschreitungen gekommen, die weitere Opfer nach sich zogen.
Den zweiten Schwerpunkt bildeten die Fristen und die Menge der Abgabe von deutschem Heeresgerät. Dazu wurde speziell die „Unterkommission für Transportwesen“ gegründet. Diese sollte sich u. a. darum kümmern, dass über 5.000 Lastkraftwagen und 5.000 Lokomotiven usw. in den Besitz der Siegermächte übergingen – die ursprünglich höheren Forderungen konnten durch Verhandlungen etwas gesenkt werden. Die Abgabefrist wurde auf Gesuch der Waffenstillstandskommission von Dezember auf Mitte Januar verlängert, konnte aber auch nicht eingehalten werden. Daraufhin erhob die Entente eine Vertragsstrafe, in der die Abgabe von landwirtschaftlichen Maschinen gefordert wurde. Weiterhin arbeitete die Transportunterkommission zusammen mit der „Schiffahrtsgruppe West“, um deutsche Beteiligte innerhalb der Rheinschifffahrt zu unterstützen.
Der dritte Verhandlungssektor – und ein besonders für die deutsche Bevölkerung wichtiger Punkt – war gekennzeichnet durch die schwierige Lebensmittellage Deutschlands, die durch eine Seeblockade der Entente während des Krieges verursacht wurde. Dieses Embargo wurde auch nach der Unterzeichnung vom 11. November weiterhin aufrechterhalten. Diesbezüglich wurde Friedrich Edler von Braun der Vorsitz für die Sonderkommission für Lebensmittelfragen zugesprochen. Die deutsche Regierung bat am 15. November um eine Beschleunigung beim Streit um die lebenswichtigen Lieferungen. Der Staatssekretär Wilhelm Solf ließ den Abschluss eines Präliminarfriedens prüfen, der de facto eine völlige Aufhebung der Blockade bedeutet hätte.
Ein vierter Bereich umfasste die Frage der Kriegsgefangenen. Hierzu wurde die Unterkommission für Gefangenangelegenheiten ins Leben gerufen. Die Entente durfte ihrerseits eigene Soldaten und sämtliche Truppenteile in die Heimat beordern, währenddessen deutsche Kriegsgefangene im Ausland bleiben mussten. Die Auslieferung von Schwerverletzten, Sanitätspersonal und Zivilinternierten wurde rasch vollzogen. Es blieben ca. 400.000 deutsche Gefangene in Frankreich.

### Vom 16. Januar bis zum 28. Juni

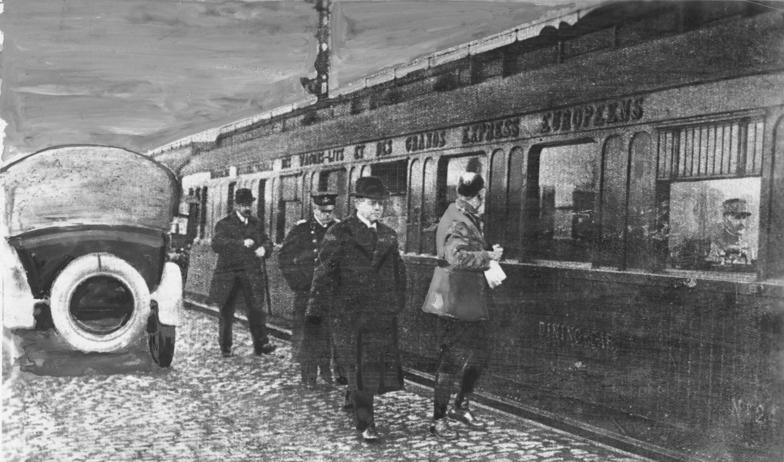
Die Verlängerung des Waffenstillstandes in Trier, 16. Januar 1919. Erzberger auf dem Weg zu Marschall Foch (im Eisenbahnwagen sitzend). Quelle: Bundesarchiv

Die erste Waffenstillstandsverlängerung erfolgte am 16. Januar 1919 in Trier. Die Bedingungen für diese Verlängerung war u. a. die Rückgabe von Maschinen und Material, das während des Krieges aus Belgien und Frankreich fortgeschafft worden war. Mit der Leitung dieser Rückbeschaffung wurde Emil Guggenheimer beauftragt, der später auch der Delegation in den Verhandlungen in Versailles angehörte und seit dem Jahr 1920 ehrenamtlicher Präsident der Reichsrücklieferungskommission wurde. Für die Durchführung wurde der Ingenieur Bernheim aus Frankfurt am Main ausgewählt. Außerdem sollte ein Großteil der deutschen Handelsflotte an die Entente übergeben werden. Nur dann durften Lebensmittellieferungen nach Deutschland wieder ausgeführt werden. Die Reichsregierung erklärte die Forderungen zu erfüllen, obgleich sie bzgl. des Flottenverlustes besonderen Protest einlegten.
Doch auch unter den Alliierten selbst gab es Streitigkeiten in den Auslegungen der zu formulierenden Ansprüche.
Der Diplomat und spätere Generalsekretär der Delegation in Versailles Edgar Haniel von Haimhausen wurde als Zuständiger für politische Fragen eingesetzt. Die Wirtschaftsabteilung, die Hans Büsing leitete, und die Finanzabteilung, für die von Palm und von Becker zuständig waren, bildeten zusammen mit der Abteilung Haniels die wirtschaftspolitische Abteilung der Waffenstillstandskommission, deren Führung (vermutlich) der ehemalige Oberbürgermeister von Posen Ernst Wilms übernahm. Im Dezember wurden die ersten wirtschaftlichen Gesandten nach Spa entsandt.
Die von den Alliierten erhobenen Reparationszahlungen, die im engen Zusammenhang mit den Interalliierten Kriegsschulden standen, entwickelten sich zu einem Hauptstreitthema während der Friedensverhandlungen, das auch in der Folgezeit eine besondere politische Dimension erhielt.
Insgesamt etablierten sich in der Waffenstillstandskommission bis zur Unterzeichnung des Friedensvertrages am 28. Juni 1919 im Spiegelsaal von Versailles vier große Arbeitsgebiete: I. Der Westen; II. Abgabe von Heeresgerät und Heereseinrichtungen; III. Der verbündete und feindliche Osten; IV. Der deutsche Osten.

## Auswirkungen auf die Weimarer Republik

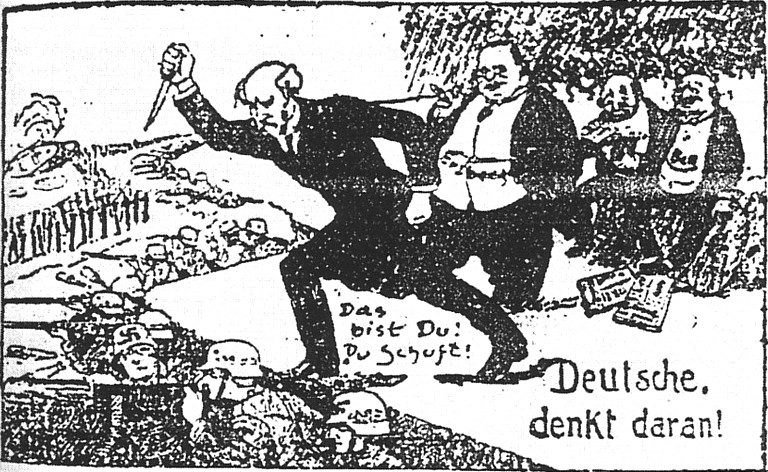
Der Dolchstoß in den Rücken der deutschen Armee; Scheidemann und Erzberger symbolisiert als Erfüllungspolitiker und Verräter.

Mit der Übergabe der Verantwortung in den für Deutschland in mehrerlei Hinsicht negativ ausgefallenen Verhandlungen an die parlamentarischen Vertreter auf der einen Seite, den meuternden Matrosen in Kiel nach Bekanntwerden des Flottenbefehls vom 24. Oktober 1918 und die darauffolgende Novemberrevolution auf der anderen Seite, entstand das Potential eines Gedankenkonstrukts. Konservative und national-konservative Kräfte – darunter auch Vertreter der OHL, wie z. B. der spätere Reichspräsident Hindenburg – schufen die Dolchstoßlegende, wonach die Sozialdemokratie und ihre Sympathisanten die Niederlage im Ersten Weltkrieg und die Bestimmungen des Versailler Vertrages zu verantworten hätten. Das deutsche Militär habe nicht den Krieg gegen die Entente, sondern gegen die Feinde im Innern verloren und sei dadurch „im Felde unbesiegt“ geblieben. Diese den Tatsachen widersprechende Behauptung wurde später auch von den Nationalsozialisten aufgegriffen und propagandistisch ausgeschöpft.
Philipp Scheidemann und Matthias Erzberger – zwei der bekanntesten deutschen Politiker der 1910er und 20er Jahre – waren maßgeblich an den Reformen der deutschen Verfassung im Oktober 1918 beteiligt gewesen. In diesen verlor der Kaiser einen Großteil seiner Macht. So durften z. B. künftige Kriegserklärungen an andere Staaten nur durch das Parlament und den Reichsrat beschlossen werden. Das Militär erhielt eine parlamentarische Kontrolle. Bereits diese Veränderungen zogen vor allem konservative Kritiker nach sich. Diese warfen den Reformern vor, die Monarchie zu bekämpfen und selbst die Macht an sich reißen zu wollen. Für Erzberger selbst war die Monarchie eine Selbstverständlichkeit. Dass sich Deutschland zu einer Republik entwickeln würde, wäre ihm ein Jahr zuvor sicherlich nicht eingefallen. Reichskanzler Scheidemann ist vier Tage vor Ablauf des Ultimatums, das die Alliierten Deutschland auferlegt hatten, um den Versailler Vertrag zu unterzeichnen, mit seinem Kabinett zurückgetreten. Er wollte diesen Diktatfrieden unter keinen Umständen unterzeichnen. Nachdem die Mitglieder der SPD und DDP zurückgetreten waren, musste rasch eine neue Regierung gewählt werden, um schließlich eine parlamentarische Mehrheit für den Beschluss, den (in breiten Massen der deutschen Bevölkerung verhassten) Friedensvertrag zu unterschreiben, zu erhalten. Sämtliche Schuldzuweisungen an Erzberger und die Sozialdemokraten zielten darauf ab, den politischen Gegner im Reichstag zu beschädigen. Der politische Kampf, der radikale und terroristische Züge annahm und gegen die Anhänger und Verfechter der Republik (und gegen diese im Allgemeinen) gerichtet war, fand einen seiner Höhepunkte in der Ermordung Erzbergers, der am 26. August 1921 von zwei ehemaligen Marineoffizieren – Mitglieder der terroristischen Vereinigung Organisation Consul – erschossen wurde.